# Pëtr Počenčuk
Pëtr Ivanovič Pačenčuk (in russo Пётр Иванович Поченчук?; in bielorusso Пётр Іванавіч Пачанчук?, Pëtr Ivanavič Pačančuk; Ljachavičy, 26 luglio 1954 – Hrodna, 1º dicembre 1991) è stato un marciatore sovietico, medaglia d'argento nei 20 km ai Giochi olimpici di Mosca 1980.

## Biografia
Nato in Bielorussia, nella regione di Brėst, si è formato presso la società sportiva delle Forze Armate di Hrodna.
Ha gareggiato per l'Unione Sovietica ai Giochi olimpici di Mosca 1980, durante le quali ha vinto la medaglia d'argento nella gara di marcia 20 km.
Ai campionati europei di Praga 1978 ha vinto la medaglia d'argento. Ha partecipato ai Campionati mondiali di Helsinki 1983, arrivando al 13º posto.
Ha stabilito il suo miglior tempo di 1h20'28" giungendo 5º nella Coppa del mondo di marcia disputatasi a Eschborn nel 1979.
Altri risultati internazionali ottenuti da Počenčuk sono stati l'ottavo posto nella Coppa del mondo di marcia nel 1981 ed il decimo posto ai Campionati europei di Atene 1982.
In sua memoria si tiene dal 1998 a Hrodna una gara internazionale di marcia.

## Palmarès
| Anno | Manifestazione  | Sede  | Evento       | Risultato | Prestazione | Note |
| ---- | --------------- | ----- | ------------ | --------- | ----------- | ---- |
| 1978 | Europei         | Praga | Marcia 20 km | Argento   | 1h23'43"    |      |
| 1980 | Giochi olimpici | Mosca | Marcia 20 km | Argento   | 1h24'45"4   |      |